# Massimo Mazzucco
Massimo Mazzucco (Torino, 20 luglio 1954) è un regista, sceneggiatore e blogger italiano, attivo sostenitore di diverse teorie del complotto.

## Biografia
Ha frequentato l'Università statale di Milano con l'attore Luca Barbareschi. Appassionato di motocross e calcio,  è tifoso dell'Inter e da giovane è stato crossista. Nel 2007 dichiarò di essere ateo.

### Carriera cinematografica
Ha iniziato la sua carriera lavorativa come fotografo di moda. È poi entrato in contatto col mondo del cinema e nel 1982 ha realizzato il suo primo lungometraggio, Summertime. Nel 1986 cura la regia di Romance, uno degli ultimi film di Walter Chiari. In seguito Mazzucco ha girato Obiettivo Indiscreto (1992), un film ambientato nel mondo della moda interpretato da Luca Barbareschi e Sam Jenkins, e del quale ha curato anche la sceneggiatura insieme a Sergio Altieri. Ha successivamente realizzato L'ombra abitata (1994), tratto da un romanzo di Alberto Ongaro con Michael York e Florinda Bolkan. 
Nel 1994 si è trasferito a Los Angeles, dove ha lavorato come sceneggiatore e consulente narrativo. A Los Angeles ha girato il film Aaron Gillespie Will Make You a Star, con l'attore Scott Caan. Il film è una commedia critica verso il mondo dei "guru" della recitazione che a Hollywood vivrebbero sui sogni dei ragazzi desiderosi di successo nel cinema. Dal 2013 vive in Calabria.

### L'attività su Internet
Mazzucco è noto per essere un fervente e attivo teorico del complotto: gestisce dal 2003 il sito web Luogocomune.net, mentre nel 2019 ha fondato con Giulietto Chiesa il canale di video in streaming Contro.tv ed è impegnato nella divulgazione di teorie come quelle che contestano il rapporto della Commissione sugli attentati dell'11 settembre 2001, comprese le critiche alla versione ufficiale dell'attentato al Pentagono. Il sito dà spazio anche ad altre teorie del complotto sugli argomenti più vari, come l'assassinio di John F. Kennedy, la veridicità dell'allunaggio del 1969 e le scie chimiche. Una comunicazione privata con Paolo Attivissimo ha condotto quest'ultimo ad accreditare Massimo Mazzucco quale sostenitore della teoria che la Terra sia cava e abitata al suo interno; sostegno che Mazzucco ha successivamente smentito pubblicamente.
Altri temi trattati spaziano dalla storia delle religioni alla marijuana, dalla cura del cancro con metodi non riconosciuti dalla comunità scientifica, alla massoneria.
Mazzucco ha esposto le sue interpretazioni dei fatti avvenuti l'11 settembre in un libro e in un documentario diffusi via Internet, ambedue intitolati 11 settembre 2001 - Inganno Globale. Il libro è stato criticato per parecchi errori fattuali, anche elementari, come il numero dei piani delle Torri Gemelle. Alcuni sono stati corretti nell'edizione successiva, ma solo quelli indicati esplicitamente dai debunker, mentre il resto è rimasto inalterato (per esempio, a pag. 79, si riscontra un errore di identificazione laddove l'autore confonde una delle vittime del volo United Airlines 93, Mark Bingham, con Scott Bingham, un ricercatore inglese che ottenne la pubblicazione dei filmati delle telecamere di sorveglianza del Pentagono).
Ha pubblicato in Rete anche un secondo film, Il nuovo secolo americano, che indaga su ipotetici retroscena politici degli attentati. Successivamente ha realizzato il filmato L'altra Dallas - Chi ha ucciso RFK?, sull'omicidio di Robert Kennedy e, sul medesimo argomento, ha pubblicato il libro omonimo. Nel 2008 ha prodotto e distribuito I Padroni del mondo - UFO, militari e pericolo atomico, in cui sostiene che le notizie sull'esistenza degli UFO sarebbero tenute nascoste dai militari statunitensi.
Nel 2010 ha autoprodotto il video Cancro - Le cure proibite. Vi si menzionano varie e ipotetiche cure alternative al cancro prive di riscontri scientifici di efficacia e pertanto non riconosciute dalla comunità scientifica. Nel 2011 ha scritto e realizzato il video La vera storia della Marijuana. Nel 2013 è uscito un nuovo film, intitolato 11 settembre - La nuova Pearl Harbor, della durata complessiva di cinque ore, una versione revisionata ed espansa del precedente Inganno globale. Nel dicembre 2017 è uscito l'ultimo video realizzato da Mazzucco intitolato American Moon, dove si contesta la veridicità di tutte le missioni Apollo.

## Teorie del complotto e posizioni controverse

### Attentati dell'11 settembre 2001
Nel 2006, Massimo Mazzucco ha realizzato un video intitolato 11 settembre 2001 - Inganno globale, in cui vengono posti alcuni interrogativi sulla caduta delle Torri Gemelle. Le questioni sollevate dal filmato hanno dato vita ad un dibattito e sono state criticate nelle puntate di Matrix e in Internet dal giornalista Paolo Attivissimo, che ha esaminato e contestato le affermazioni proposte. Attivissimo ha individuato nel filmato manipolazioni di dati, omissioni e tagli, mancanza di documentazione a supporto e contraddizioni interne. Mazzucco ha ribattuto alle critiche con un filmato di risposta, trasmesso da Matrix il 14 settembre 2007. Questo è stato ulteriormente sottoposto ad analisi da Attivissimo due giorni dopo, con successiva nuova replica di Mazzucco.
Nel 2013, Massimo Mazzucco ha realizzato un nuovo video, 11 settembre - La nuova Pearl Harbor, in cui vengono riproposte le tesi del precedente filmato, ma come si ricava dal titolo questa volta vengono collegati ad un supposto modus operandi simile alla teoria del complotto sull'attacco di Pearl Harbor.

### Il sostegno alle teorie dell'ex medico Simoncini
Dal settembre 2008 Mazzucco dà spazio sul suo sito a una terapia alternativa anticancro, la cui efficacia non è dimostrata e contrasta con le conoscenze mediche attuali. La supposta cura, che consiste nella somministrazione endovena di bicarbonato di sodio, è proposta da Tullio Simoncini, ex medico radiato dall'ordine e condannato per omicidio colposo e truffa aggravata proprio per aver cagionato la morte di un uomo a cui erano state fatte tali iniezioni dietro pagamento di una cospicua somma di denaro.
Inoltre Mazzucco, che era responsabile della registrazione del sito www.tulliosimoncini.com (sito non più attivo), da cui l'ex-medico pubblicava le sue teorie, riferisce di aver curato la madre da un presunto carcinoma basocellulare, dichiarando però esplicitamente di non conoscerne la vera natura, mediante le applicazioni di tintura di iodio suggerite da Simoncini, che aveva ritenuto trattarsi di un fungo basando la sua diagnosi esclusivamente sull'analisi visiva di alcune fotografie. In calce chiarisce che l'articolo ha il solo scopo di documentare l'esperienza e «non costituisce necessariamente un incitamento» a seguire il metodo Simoncini.
Nel gennaio 2009 Mazzucco ha pubblicato una video-intervista a una paziente di Simoncini, intitolando l'articolo «Cura il cancro per email»: nell'intervista la donna sosteneva di essere guarita dal tumore grazie alle cure del dottore. Tuttavia nel corso del dibattito che fa seguito alla pubblicazione dell'articolo viene provato, attraverso l'analisi dei documenti mostrati nell'intervista, che la paziente aveva subito degli interventi chirurgici precedenti alla terapia col bicarbonato, contrariamente a quanto affermato nel video stesso, vanificandone quindi il valore come testimonianza favorevole alle teorie del Simoncini. Nonostante la confutazione scientifica e le critiche ricevute per gli errori commessi nella ricostruzione della storia, Mazzucco è rimasto nella sua posizione affermando che la convinzione della paziente, secondo cui sarebbe stato il bicarbonato a guarire il suo cancro, costituirebbe la prova definitiva che nel caso esaminato la cura Simoncini avrebbe funzionato. In seguito la RSI in un documentario sull'argomento, intervistando uno dei medici che seguivano il metodo di Simoncini, scoprì che una delle pazienti curate col bicarbonato (di cui Mazzucco ha pubblicato l'intervista) era morta di cancro.

### Allunaggio
Mazzucco è sostenitore della teoria del complotto lunare, che ritiene che gli allunaggi delle missioni Apollo siano falsi e che il materiale audiovisivo realizzato durante tali missioni, dal 1969 al 1972, sia in realtà una finzione ripresa in uno studio cinematografico. Questa tesi è sostenuta principalmente in American Moon del 2017 in cui vengono posti diversi interrogativi sulla veridicità delle missioni Apollo e su alcuni documenti ufficiali della NASA. In American Moon vengono intervistati dei noti fotografi di fama mondiale (Oliviero Toscani, Nicola Pecorini, Toni Thorimbert, Peter Lindbergh, Aldo Fallai) a cui l'autore sottopone la valutazione di un fotomontaggio creato da Ed Hengeveld nel 2008 componendo varie foto originali dell’allunaggio di Apollo 11 e aggiungendo un Sole creato con la grafica digitale e aggiunto su un blue screen.

### Sostegno alle cure alternative alla COVID-19
Nel 2021, poco tempo dopo l'introduzione dei vaccini anti covid Mazzucco ha autoprodotto e distribuito in rete un documentario dove sostiene ed elenca delle cure alternative non riconosciute dalla comunità scientifica che sarebbero state utilizzate solo per le forze dell'ordine e diversi "VIP" come Silvio Berlusconi; tra le varie terapie elencate vi sono vitamine C e D, ozonoterapia, il "plasma iperimmune" studiato dal medico Giuseppe De Donno, per cui recenti studi dimostrano l'efficacia solo nelle prime fasi della malattia, idrossiclorochina e altri studiati da Giuseppe Di Bella come la lattoferrina.

### Posizioni sul conflitto russo-ucraino
Nell'aprile 2022, due mesi dopo l'inizio dell'invasione russa dell'Ucraina, Mazzucco ha autoprodotto e distribuito sui propri profili un documentario intitolato Ucraina - l'altra verità dove, senza schierarsi dalla parte di una delle fazioni, riassume le elezioni presidenziali del 2004 e le successive del 2010, passando quindi per l'Euromaidan e l'insediamento di Porošenko, riportando inoltre la controversa telefonata Nuland-Pyatt; fanno quindi seguito la non riconosciuta annessione della Crimea alla Russia, il rogo di Odessa e l'inizio della guerra del Donbass, giungendo quindi all'elezione di Zelens'kyj e le trattative irrisolte prima del febbraio 2022. Sul suo canale YouTube, il video è stato sottoposto ai limiti d'età per presenza di immagini violente. Quasi un anno dopo, Mazzucco è stato coinvolto in una diatriba con Franco Bechis e David Puente sul fatto che il fine dell'Euromaidan fosse o meno "un colpo di Stato per instaurare un regime nazista filo-occidentale".

## Filmografia

### Regia

#### Lungometraggi
- Summertime (1982)
- Romance (1986)
- Obiettivo indiscreto (1992)
- L'ombra abitata (Shadow of a Kiss) (1994) - Film TV
- Aaron Gillespie Will Make You a Star (1996)

#### Documentari
- 11 settembre 2001 - Inganno globale (direct-to-video) (2006)
- Il nuovo secolo americano (direct-to-video) (2007)
- L'altra Dallas - Chi ha ucciso RFK? (direct-to-video) (2008)
- I padroni del mondo - UFO, militari e pericolo atomico (direct-to-video) (2009)
- Cancro - Le cure proibite (direct-to-video) (2010)
- La vera storia della Marijuana (direct-to-video) (2011)
- 11 settembre - La nuova Pearl Harbor (direct-to-video) (2013)
- American Moon (direct-to-video) (2017)
- Covid - Le cure proibite (direct-to-video) (2021)
- Ucraina - L'altra verità (direct-to-video) (2022)

### Sceneggiatore
- Romance (1986)
- Obiettivo indiscreto (1992)
- L'ombra abitata (Shadow of a Kiss) (1994) - Film TV
- Aaron Gillespie Will Make You a Star (1996)

### Attore
- La fine della notte (1989)